# Lengua de Trapo
Lengua de Trapo és una editorial fundada a Madrid el 1995. Té quatre col·leccions:
- Nueva Biblioteca: narrativa contemporània en castellà, tant espanyola com americana. És el mascaró de proa de l'editorial. Fins a la data han publicat 148 títols. Alguns autors inclosos en la col·lecció són: Rafael Reig, Ibán Zaldúa, F.M., Ronaldo Menéndez, Juan Aparicio Belmonte, Alberto Olmos, Pepe Monteserín, Leticia Sigarrostegui, Jorge Berenguer Barrera, Núria Labari i Guillermo Aguirre, guanyador del Premi Lengua de Trapo 2009.
- Altres llengües: narrativa internacional traduïda. Supera els 30 títols. Alguns autors són Kjell Askildsen, Joël Egloff i Tonino Benacquista.
- Desórdenes: col·lecció d'assaig contemporani. Alguns autors són Víctor Moreno, Escuela Contemporánea de Humanidades.
- Rescatados: textos oblidats d'interès actual. Alguns autors són Benito Pérez Galdós, Zhou Xingsi, Pedro de Ribadeneira.

L'editorial edita els premis Art Jove de la Comunitat de Madrid de novel·la, Narrativa Obra Social Caja Madrid, Assaig Obra Social Caja Madrid i Alfons el Magnànim 2013, convocatòria Premis València de Narrativa en castellà.

## Premi Lengua de Trapo de Novel·la
- Borja Delclaux Picatostes y otros testos (1995).
- Antonio Álamo Breve historia de la inmortalidad (1996).
- Carlos Eugenio López El orador cautivo (1997).
- Jesús Torrecilla Tornados (1998).
- ex aequo: Ronaldo Menéndez La piel de Inesa; Karla Suárez Silencios (1999).
- Declarat desert pel jurat (2000).
- Hugo Burel El guerrero del crepúsculo (2001).
- Sergio Gómez La obra literaria de Mario Valdini (2002).
- José Machado Grillo (2003).
- Pedro Ugarte Casi inocentes (2004).
- Pablo Sánchez Caja negra (2005).
- Juan Aparicio Belmonte El disparatado círculo de los pájaros borrachos  (2006).
- Pepe Monteserín La lavandera (2007).
- Cristina Cerrada La mujer calva (2008).
- Guillermo Aguirre Electrónica para Clara (2009).
- Jimina Sabadú Celacanto (2010).
- Jon Obeso Alimento para moscas (2011).
- María Carman El pájaro de hueso (2013).
- Santi Fernández Patón Grietas (2014).